# Bridges (album Josha Grobana)
Bridges – ósmy album Josha Grobana, wydany przez wytwórnię Reprise 21 września, 2018. To pierwszy album od czasu All That Echoes z 2013 roku, który zawiera oryginalne utwory. Ponadto artysta był współproducentem 9 z 12 podstawowych utworów.

## Informacje o albumie
Według Newseeka, po występach w broadwayowskiej produkcji Natasha, Pierre & The Great Comet of 1812 Groban powiedział:

Nie chciałem przerwy. Po prostu zatonąłem w pisaniu. Są albumy takie jak ostatni, na których chciałem być tylko wokalistą, nie pisarzem. Inne za to powodowały, że miałem mnóstwo pomysłów co do tekstu. W przeszłości miałem smutne utwory, teraz chciałem, by nowe oddziaływały na psychikę moją jak i słuchaczy. Wszyscy tego potrzebowaliśmy.

Płyta w wolnym tłumaczeniu nosi tytuł "Mosty", które mają symbolizować łączność pomiędzy starymi a nowymi rzeczami.

Chciałem stworzyć album, który zabierze mnie duchem do czasów moich pierwszych płyt ale z nutką świeżości i z większą ilością historii do opowiedzenia. Czułem się tak dobrze i tak zainspirowany podczas tworzenia Bridges, bardziej niż kiedykolwiek, z udziałem starych i nowych przyjaciół.

## Sukcesy
Bridges debiutował na 2. miejscu na liście Billboard 200 z liczbą 96 tysięcy sprzedanych egzemplarzy w pierwszym tygodniu. To dziewiąty album Grobana, który znalazł się w top 10 najlepszych płyt.

## Lista utworów
| Nr  | Tytuł utworu                                     | muzyka i tekst                                                                | informacje                  | Długość |
| --- | ------------------------------------------------ | ----------------------------------------------------------------------------- | --------------------------- | ------- |
| 1.  | „Granted”                                        | Bernie Herms, Josh Groban, Toby Gad                                           |                             | 4:39    |
| 2.  | „Symphony”                                       | Herms, Groban, Gad                                                            |                             | 3:32    |
| 3.  | „River”                                          | Herms, Groban, Gad                                                            |                             | 4:13    |
| 4.  | „Musica del Corazon (feat. Vicente Amigo)”       | Claudia Brant, Groban, Lester Mendez                                          |                             | 4:14    |
| 5.  | „Bridge over Troubled Water”                     | Paul Simon                                                                    |                             | 4:52    |
| 6.  | „Run (feat. Sarah McLachlan)”                    | Gary Lightbody, Jonathan Quinn, Mark McClelland, Nathan Connolly, Iain Archer |                             | 4:47    |
| 7.  | „S'il suffisait d'aimer”                         | Jean-Jacques Goldman                                                          |                             | 4:23    |
| 8.  | „Won't Look Back”                                | Groban, Steve Robson, Wayne Hector                                            |                             | 3:41    |
| 9.  | „We Will Meet Once Again (feat. Andrea Bocelli)” | Bocelli, Herms, Jacqueline Nemorin, Groban, Marco Guazzone, Gad               |                             | 3:55    |
| 10. | „More of You”                                    | Danny O'Donoghue, Groban, Mark Sheehan, Gad                                   |                             | 4:15    |
| 11. | „99 Years (feat. Jennifer Nettles)”              | Herms, Groban, Gad                                                            |                             | 4:02    |
| 12. | „Bigger than Us”                                 | Herms, Groban, Gad                                                            |                             | 3:04    |
| 13. | „You Have No Idea”                               | Dan Wilson, Francis Anthony White, Harry Connick Jr.                          | Deluxe edition bonus tracks | 4:38    |
| 14. | „She's Always a Woman”                           | Billy Joel                                                                    | Deluxe edition bonus tracks | 4:00    |
| 15. | „Signs”                                          | Herms, Groban, Gad                                                            | Target edition bonus tracks | 4:41    |
| 16. | „Everything You Needed”                          | Sia Furler                                                                    | Target edition bonus tracks | 3:50    |
|     |                                                  |                                                                               |                             | 1:06:46 |

## Notowania
| Notowania                  | Pozycja |
| -------------------------- | ------- |
| Stany Zjednoczone          | 2       |
| Szkocja                    | 4       |
| Wielka Brytania            | 6       |
| Australia                  | 14      |
| Niemcy                     | 14      |
| Irlandia                   | 14      |
| Węgry                      | 17      |
| Szwajcaria                 | 17      |
| Kanada                     | 15      |
| Holandia                   | 29      |
| Austria                    | 32      |
| Belgia (Region Waloński)   | 46      |
| Belgia (Region Flamandzki) | 68      |
| Hiszpania                  | 85      |